# Wapen van Delfshaven

Het wapen van Delfshaven

Het wapen van Delfshaven is op 22 juli 1818 bij besluit van de Hoge Raad van Adel aan de voormalige Zuid-Hollandse gemeente Delfshaven toegekend. In de wet van 4 december 1885 werd bepaald dat Delfshaven zou worden toegevoegd aan de gemeente Rotterdam bij de eerste vergadering van de gemeenteraad van de verenigde gemeente. Deze vond plaats op 30 januari 1886. Hierdoor kwam het wapen van Delfshaven te vervallen. In het wapen van de gemeente Rotterdam zijn geen elementen uit het wapen van Delfshaven opgenomen.

## Blazoenering
De blazoenering van het wapen luidde als volgt:
Een schild van sijnople, waarop een pal, gegolfd van sabel en zilver, vergezeld ter regterzijde van een haring van zilver en ter linker van drie koornhalmen van goud.
De heraldische kleuren in het wapen zijn sinopel (groen), zilver (wit) en goud (geel). In de heraldiek zijn links en rechts gezien van achter het schild, voor de toeschouwer zijn deze dus verwisseld. Niet vermeld in de beschrijving is dat de korenaren bijeen worden gehouden door een gouden lint.

## Geschiedenis
Delfshaven maakte van oudsher deel uit van Delft, en maakte tot 1811 deel uit van deze gemeente. Het wapen was volgens beschrijvingen in de achttiende eeuw gelijk aan dat van Delft, maar waarschijnlijk was het schild groen van kleur, getuige onder andere een gevelsteen uit de zeventiende eeuw. Voor de zelfstandige gemeente Delfshaven werd het wapen uitgebreid met twee symbolen van de twee belangrijke takken van bedrijvigheid in de gemeente: de visserij en de vervaardiging van korenbrandewijn.

## Verwant wapen

Het wapen van Delft